# 藤永保
藤永 保（ふじなが たもつ、1926年10月2日 - 2016年1月21日）は、日本の発達心理学者。専門は幼児心理。お茶の水女子大学名誉教授。

## 略歴
山口県下関市に生まれる。神奈川県立横浜第一中学校卒、1948年第一高等学校卒、1952年東京大学文学部心理学科卒業。
1954年東京大学大学院中退、東京外国語大学教務補佐員、1955年東京女子大学心理学科助手、1956年専任講師、1960年助教授、1967年教授、1968年お茶の水女子大学助教授、1970年教授、1992年定年退官、名誉教授、国際基督教大学特任教授、1997年定年退任、2006年～9年日本教育大学院大学学長、NPO法人保育子育てアドバイザー協会理事長。
2000年 日本教育心理学会名誉会員。正四位。

## 著書
- 『現代心理学 心の成立とその構造』 筑摩書房 1971 (筑摩総合大学)
- 『子どもがよろこぶ数の遊びと導き方』 あすなろ書房 1980.3
- 『発達の心理学』 1982.11 (岩波新書)
- 『知性をはぐくむ しなやかな適応力の形成』 1985.3 (有斐閣選書)
- 『幼児の心理と教育 幼児教育入門』 有斐閣 1985.9
- 『幼児教育を考える』 1990.5 (岩波新書)
- 『思想と人格 人格心理学への途』 筑摩書房 1991.2
- 『発達環境学へのいざない』 新曜社 1995.2
- 『「こころの時代」の不安 日常性の心理学へ』 新曜社 1997.5
- 『あたまのよい子、性格のよい子の育て方』 栄光教育文化研究所 1997.9 (ヤングママ・パパの「いきいき」子ども学シリーズ)
- 『ことばはどこで育つか』 大修館書店 2001.2
- 『「気になる子」にどう向き合うか 子育ての曲り角』 フレーベル館 2009.6

## 共編著
- 『こども三面鏡 心理と教育と医学からみた育児ブック』 東洋、中村孝共編 国土社 1964
- 『心理学のすすめ』 波多野完治共編 筑摩書房 1968 (学問のすすめ)
- 『幼児教育 三歳児から小学生まで111の教育カルテ』 詫摩武俊、依田明共編 1970 (有斐閣選書)
- 『言語と人間』 森岡健二共編 東海大学出版会 1970
- 『創造性教育 豊かな幼児教育のために』 1972 (有斐閣選書)
- 『児童心理学  現代の発達理論と児童研究』 1973 (有斐閣大学双書)
- 『幼児心理学講座 全6巻』 高野清純共編 日本文化科学社 1974-1976
- 『現代教育講座 7 能力・適性・選抜と教育 誰が青少年の進路を決定するか』 麻生誠共編著 第一法規出版 1975
- 『思考心理学』 大日本図書 1976
- 『幼児の知的教育 のぞましい成長のために 対談集』 波多野誼余夫共編著 チャイルド本社 1976
- 『児童心理学入門』 永野重史、依田明共編 新曜社 1977.5
- 『幼児の発達と教育』 1979.9 (有斐閣新書)
- 『現代教育小事典』 森隆夫共編 ぎょうせい 1980.4
- 『幼児の教育 幼児に学ぼう』 三笠乙彦共編 講談社 1981.2 (人間の教育を考える)
- 『保育園児・幼稚園児の心理』 伊藤隆二共編 1984.6 (有斐閣選書)
- 『心理学のすすめ』 筑摩書房 1991.10
- 『現代の発達心理学』 有斐閣 1992.3
- 『エッセンシャル心理学 30章で学ぶこころの世界』 柏木惠子共著 ミネルヴァ書房 1999.6
- 『子育ての発達心理学』 森永良子共編 大修館書店 2005.4 (実践・子育て学講座)

## 翻訳
- 数学学習の心理学 R.R.スケンプ 銀林浩共訳 新曜社 1973
- 心理言語学 心とことばの研究　H.H.&E.V.クラーク 共訳 新曜社 1986-1987

## 論文
- 「児童の記憶機能について」 『児童心理と精神衛生』 第3巻 5号 (1953)
- 「記憶と社会」 『講座現代社会心理学 2. 社会的人間』 中山書店 (1959)
- 「サインとシンボル」 『人類科学』 13 (1961)
- 斎賀久敬らと共著 「幼児数概念の発達」 『心理学研究』 第33巻 4号 (1962)
- 「パーソナリティ・意見・態度」 『東京女子大学比較文化研究所紀要』 第15巻 (1963)
- 斎賀久敬ほかと共著 「実験教育法による幼児数概念の研究 I II III」 『教育心理学研究』 第11巻 1号・2号 (1963)・第12巻 1号 (1964)
- 「数と量」 波多野完治編 『ピアジェの発達心理学』 国土社 (1965)
- 「創造的生産」 波多野完治ほか編 『学習心理学ハンドブック』 金子書房 (1968)
- 「コミュニケーションと言語」 波多野完治ほか編 『教育学全集 5. 思考と言語』 小学館 (1968)
- 「価値志向の形成」 『東京女子大学比較文化研究所紀要』 第22巻 (1969)
- 「思考と言語」 東洋編 『講座心理学 8. 思考と言語』 東京大学出版会 (1970)
- 「発達研究の諸問題」 『児童心理学講座 1. 成長と発達』 金子書房 (1970)
- 「権威主義の形成過程」 『教育心理学研究』 第19巻 (1971)
- 「児童観と幼児の理解」 『幼児心理学講座 6. 幼児理解の方法』 日本文化科学社 (1976)
- 「心理学とその時代」 波多野完治と共著 『心理学のすすめ (第二版)』 筑摩書房 (1979)
- 「発達の科学の展開と発達思想」 太田堯ほか編 『講座子どもの発達と教育 2. 子ども観と発達思想の展開』 岩波書店 (1979)
- 「人間にとって心とは何か」 『講座現代の心理学 1. 心とは何か』 小学館 (1981)
- "Some sociogenetic determinants in human development revealed by the study of severely deprivation", In B. Bain (ed.), The Sociogenesis of Language and Human Conduct, Plenum Press (1983)
- 「思想と人格」 『講座現代の心理学 6. 性格の科学』 小学館 (1984)
- 「性別役割の形成における家族の影響 I」 『発達研究』 第1巻 (1985)
- 「数学的英才児の課題解決 (1)」 『発達研究』 第3巻 (1987)
- 「頭の良い人の属性に関する比較文化的研究 I」 『発達研究』 第4巻 (1988)
- "Long-term follow-up study of children developmentally revealed by eary environmental deprivation", Genetic, Social and General Psychology Monograph, (1990)
- 「ピアジェ、ヴィゴツキー、チョムスキー」 『臨床心理学大系 1. 臨床心理学の科学的基礎』 金子書房 (1991)
- 「初期記憶の研究 (1)」 『発達研究』 第8巻 (1992)
- 「発達研究・発達観・モデルの変遷」 東洋 (心理学者)ほか編 『発達心理学ハンドブック』 福村出版 (1992)
- 「心理学と文化とのかかわり-歴史の中から」 柏木恵子ほか編 『文科心理学』 東京大学出版会 (1997)
- 「性格の可塑性」 『シリーズ人間と性格 4. 性格の変容と文化』 ブレーン出版 (2000)